# Дормілон жовтоголовий
Дорміло́н жовтоголовий (Muscisaxicola flavinucha) — вид горобцеподібних птахів родини тиранових (Tyrannidae). Мешкає в Андах.

## Опис
Довжина птаха становить 20 см. Голова сіра, верхня частина тіла темно-сіра, надхвістя чорнувате. Нижня частина тіла білувата, живіт сіруватий. боки рудуваті. На потилиці жовта пляма, лоб білий, над очима білуваті "брови". Крила темні, довгі. Першорядні махові пера чорнуваті, на кінці білі. Покривні пера сірі з білими краями. Хвіст чорнуватий, кінчики крайніх стернових пер білі. Дзьоб і лапи чорні. У молодих птахів жовта пляма на голові відсутня. Представники підвиду M. f. brevirostris мають темніше забарвлення, крила і хвости у них менші.

## Підвиди
Виділяють два підвиди:
- M. f. flavinucha Lafresnaye, 1855 — західна Аргентина (від Мендоси до Санта-Крусу), північне і центральне Чилі (від Антофагасти до Кольчагуа);
- M. f. brevirostris Olrog, 1949 — південь Аргентини і Чилі (на південь до Вогняної Землі).

## Поширення і екологія
Жовтогорлі дормілони гніздяться в Чилійсько-Аргентинських Андах та на Вогняній Землі. Взимку вони мігрують на північ до Болівії і Перу. Вони живуть на високогірних луках та на інших відкритих, посушливих, кам'янистих територіях, серед скель та поблизу води. Зустрічаються на висоті від 500 до 4500 м над рівнем моря, поодинці або парами, іноді невеликими зграйками. Живляться комахами. Сезон розмноження триває з жовтня по січень. Гніздо розміщується в тріщинах серед скель та каміння. В кладці 3 білих, поцяткованих червоними плямками яйця розміром 24×18 мм.